# Antonio Vela Mendicuti
Antonio Vela Mendicuti (Escobedo de Camargo, Cantàbria, 6 de novembre de 1904 - Santander, 29 d'agost de 1967) fou un tenor espanyol.

## Biografia
Fou fill de Tomás Vela Fernández i de Calixta Mendicuti Corona.
Amb només disset anys va marxar a Amèrica del Sud, a la província de Santa Fe (Argentina) per treballar, sense tenir cap intenció de dedicar-se al cant. Un dia el va sentir cantar en un bar un empresari de sarsueles, Federico Cotó, i en sentir-lo li va proposar d'incorporar-se a la seva companyia. Així, va debutar formalment el 28 d'abril de 1932, cantant el Jorge de l'òpera Marina d'Emilio Arrieta al Teatre Mayo de Buenos Aires. Unes poques setmanes més tard, l'11 de juny de 1932, la publicació La Voz de Cantabria de Santander es feia ressò del debut del cantant de la terra: "la seva veu té totes les qualitats per a triomfar, és extensa -va amb tota facilitat entre el do greu i el re agut-, és dolça i insinuant en la veu mitjana i segura, potent i brillant en els aguts". Un any més tard, el febrer de 1933, repetia teatre i obra, amb la cantant argentina Aida Arce.
Després seguirien títols com Doña Francisquita d'Amadeu Vives, El dúo de "La Africana", El huésped del Sevillano o Los Claveles. A finals de 1935 es presentava amb una companyia de sarsuela al Teatre Avenida de Buenos Aires, cantant Doña Francisquita, al costat de la soprano argentina Mercedes Arce, germana d'Aida.
El maig de 1939, Vela actuava a l'auditori del SODRE (Servicio Oficial de Difusión Radio Eléctrica) de Montevideo.
El 1941, any en què va donar a conèixer la seva versió de La Dolores de Tomás Bretón també a Buenos Aires, va començar a veure recompensats els seus esforços.
A partir del 1942 actuà al Teatre Colón, del qual arribaria a ser un element indispensable. Va interpretar el paper de Don José de Carmen de Georges Bizet, amb la mezzosoprano Conchita Velázquez com a Carmen i Víctor Damiani com a Escamillo el juliol de 1942, repetint obra un any després amb els mateixos companys de repartiment.
L'any 1943 va marxar a la temporada de Rio de Janeiro, cantant el mes de setembre al Teatre Municipal el paper del pintor Cavaradossi de l'òpera Tosca de Puccini, amb Norina Greco en el paper del títol i Silvio Vieira en el del baró Scarpia, sota la direcció d'Edoardo Guarnieri. Va continuar aquella temporada amb la interpretació de Pagliacci de Ruggero Leoncavallo, el 6 d'octubre, amb la soprano Tita Ferreira i Silvio Vieira, sota la direcció de Santiago Guerra, acomiadant-se de la temporada carioca el 9 d'octubre amb Madama Butterfly de Puccini, amb Wanda Oiticica i Silvio Vieira, i el 17 de'octubre en el concert de tancament de la temporada amb Pagliacci.
Al Colón va participar l'any 1944, durant els mesos de juny i juliol, en La bohème de Giacomo Puccini, Il Tabarro de Puccini, amb Pau Vidal,Isabel Marengo i Emma Brizzio i L'amore dei tre re d'Italo Montemezzi. L'any 1945, abans de viatjar a Espanya, va cantar al Colón de nou La bohème, ara amb Isabel Marengo com a Mimì, Aurora d'Héctor Panizza amb Delia Rigal en el paper principal, dirigida pel compositor, Kovantxina de Modest Mússorgski i Oberon de Carl Maria von Weber.
A començament del mes de novembre de 1945, salpava Antonio Vela de Buenos Aires a bord del "Monte Albertia", de la naviliera Aznar, amb destinació a Bilbao. Amb ell arribaven a la Península els cantants Faustino Arregui i el baríton argentí Carlos Guichandut. Vela i Guichandut havien fet la temporada del Colón de Buenos Aires. El 18 de desembre de 1945 s'inaugurava la temporada 1945-1946 del Gran Teatre del Liceu de Barcelona amb una representació d'Aida de Giuseppe Verdi, amb Vela en el paper de Radamès, Fidela Campiña en el d'Aida i Raimon Torres en el d'Amonasro, sota la direcció del mestre barceloní Josep Sabater. Després seguiria Pagliacci de Ruggero Leoncavallo, amb el debut al Liceu de Guichandut, al costat de Fidela Campiña i Antonio Vela. Uns dies més tard era el torn de Rigoletto de Verdi, amb Guichandut i la soprano Carmen Gracia, i més tard el de La bohème de Puccini, amb la soprano barcelonina Victòria dels Àngels en el paper de Mimì, Dolors Torrentó en el de Musetta i Raimon Torres en el de Marcello, amb direcció de Josep Sabater. El 14 de febrer Vela va interpretar l'òpera Tosca, acompanyat de Fidela Campiña en el paper principal i Guichandut en el del baró Scarpia. El 20 de febrer Vela i Guichandut van protagonitzar una representació especial de l'òpera Marina d'Emilio Arrieta al Liceu, tal com va anunciar la premsa, acabada la qual diversos cantants van interpretar diverses àries. Van intervenir Fidela Campiña, Victòria dels Àngels, Pau Civil, Raimon Torres i Mercè Capsir, sota la direcció orquestral de Josep Sabater, Antoni Capdevila i Napoleone Annovazzi.
L'any 1947 va ser contractat per a dues temporades diferents de la "Philadelphia La Scala Opera Company", la del maig i la de l'octubre. El mes d'abril oferien a l'Acadèmia de Música de Filadèlfia l'òpera Norma, amb Vela com a Pollione, amb Herva Nelli en el paper principal. El 10 de maig va cantar Pagliacci amb la soprano italiana Eva De Luca a la sala Syria Mosque de Pittsburgh i el 12 de maig, a la mateixa sala, Il trovatore, amb Herva Nelli en el paper principal.
De retorn a Buenos Aires, a partir del juny va participar en la temporada del Colón, interpretant el paper de Gabriele Adorno de l'òpera Simon Boccanegra de Verdi, amb el baríton Leonard Warren en el paper de títol, de nou La bohème i Carmen, aquesta amb la mezzosoprano Gianna Perdizini en el paper principal. La temporada següent del Colón, la del 1947, va cantar el paper de Radamès d'Aida, el de Rigoletto de l'òpera homònima, el de Pollione de Norma de Vincenzo Bellini, amb Maria Caniglia en el paper principal, i Cavalleria Rusticana de Pietro Mascagni. Després havia d'haver marxat de nou als Estats Units d'Amèrica, per actuar en un parell d'òperes amb la "Philadelphia La Scala Opera Company". Així, havia d'haver participat com a Amonasro a Aida el 14 d'octubre al Masonic Auditorium de Detroit amb Herva Nelli com a soprano principal, i el 19 d'octubre a Cavalleria rusticana, també amb Herva Nelli. Va ser substituït per Frederick Jagel a totes dues òperes.
L'any següent, el 1948, tornava al Colón de Buenos Aires amb La bohème, Il trovatore de Verdi i El príncep Ígor d'Aleksandr Borodín.
La primavera de 1949 va actuar a Itàlia, interpretant a prinmers d'abril l'òpera Andrea Chénier d'Umberto Giordano al Teatro Cagnoni de Vigevano, amb Delia Sanzio. Després va marxar a la temporada del teatre Colón de Buenos Aires, actuant en les produccions de Lucia di Lammermoor de Gaetano Donizetti, Aida, La traviata, La bohème i Norma, aquesta darrera a partir del 17 de juny de 1949 amb Maria Callas, Víctor Damiani, Fedora Barbieri i Nicola Rossi-Lemeni, tots ells sota la direcció de Tullio Serafin. Encara faria una temporada oficial més al Colón, la de 1950, interpretant una única òpera: Il trovatore, a la qual cal afegir les representacions a l'aire lliure a Buenos Aires de l'òpera Carmen, amb Zaira Negroni, Carlo Galeffi i Luisa Perlotti, i de la sarsuela Doña Francisquita, amb Clara Estévez.
L'any 1950 es va traslladar a viure a Espanya, a la seva terra de naixement, malgrat la qual cosa encara va fer alguna actuació al continent americà.
Al llarg de la seva carrera va cantar a diversos països, a banda dels esmentats, com ara a Veneçuela i Cuba.